# Galeries commerciales de Souzdal
Les Galeries commerciales de Souzdal (en russe : Торговые ряды ou Гостиный двор) est un bâtiment commercial situé au centre de la ville de Souzdal à côté de l'église de la Résurrection qui se présente sous la forme d'une longue galerie d'arcades successives soutenues par des doubles colonnes.
Construites entre 1806 et 1811 et suivant le projet de l'architecte du gouvernement Alexis Verchinski, c'est le premier bâtiment construit en style empire dans la ville. Au centre de la galerie, un grand portail est surmonté d'une flèche et d'un faucon doré, l'emblème de l'ancienne ville princière de Souzdal.
La partie nord de la galerie est à un étage à partir du portail central, la partie sud est à deux étages.
Le bâtiment était conçu pour une centaine d'échoppes qui ont été transformées par la suite en magasins séparés les uns des autres.
La partie sud a été détruite en 1924.
En 1970, suivant le projet de l'architecte O. G. Goucevoï et sous la direction du restaurateur M. M. Charonova, la partie orientale a été restaurée et une partie occidentale a été construite symétriquement du côté de la rivière Kamenka, affluent de la Nerl où il n'y avait auparavant que des entrepôts.
Elles sont situées au no 63a de la rue Lénine, l'artère principale de la ville, sur la place Trogovaïa (place du Commerce).

Galerie
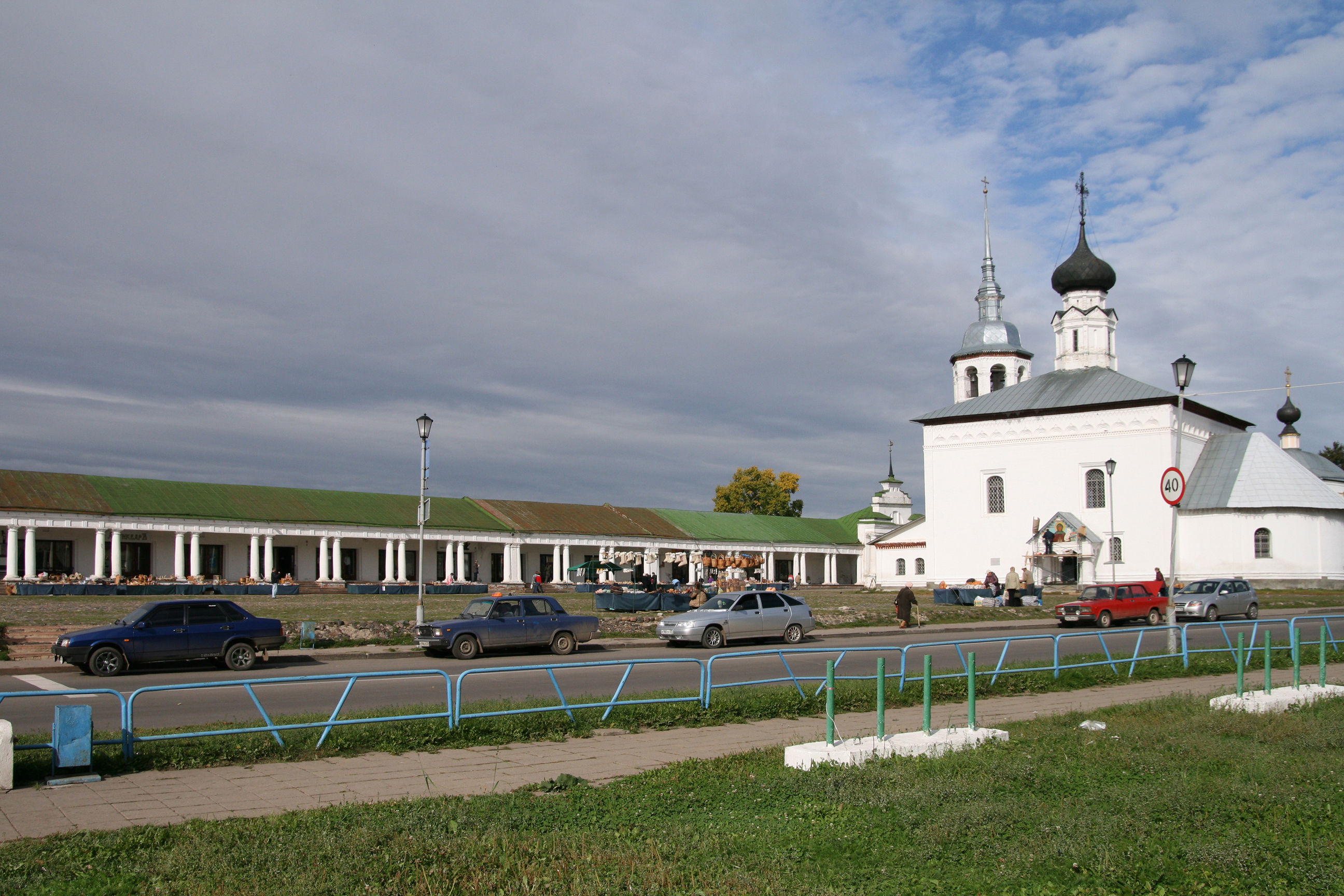
Vue de la place et de l'église de la Résurrection.
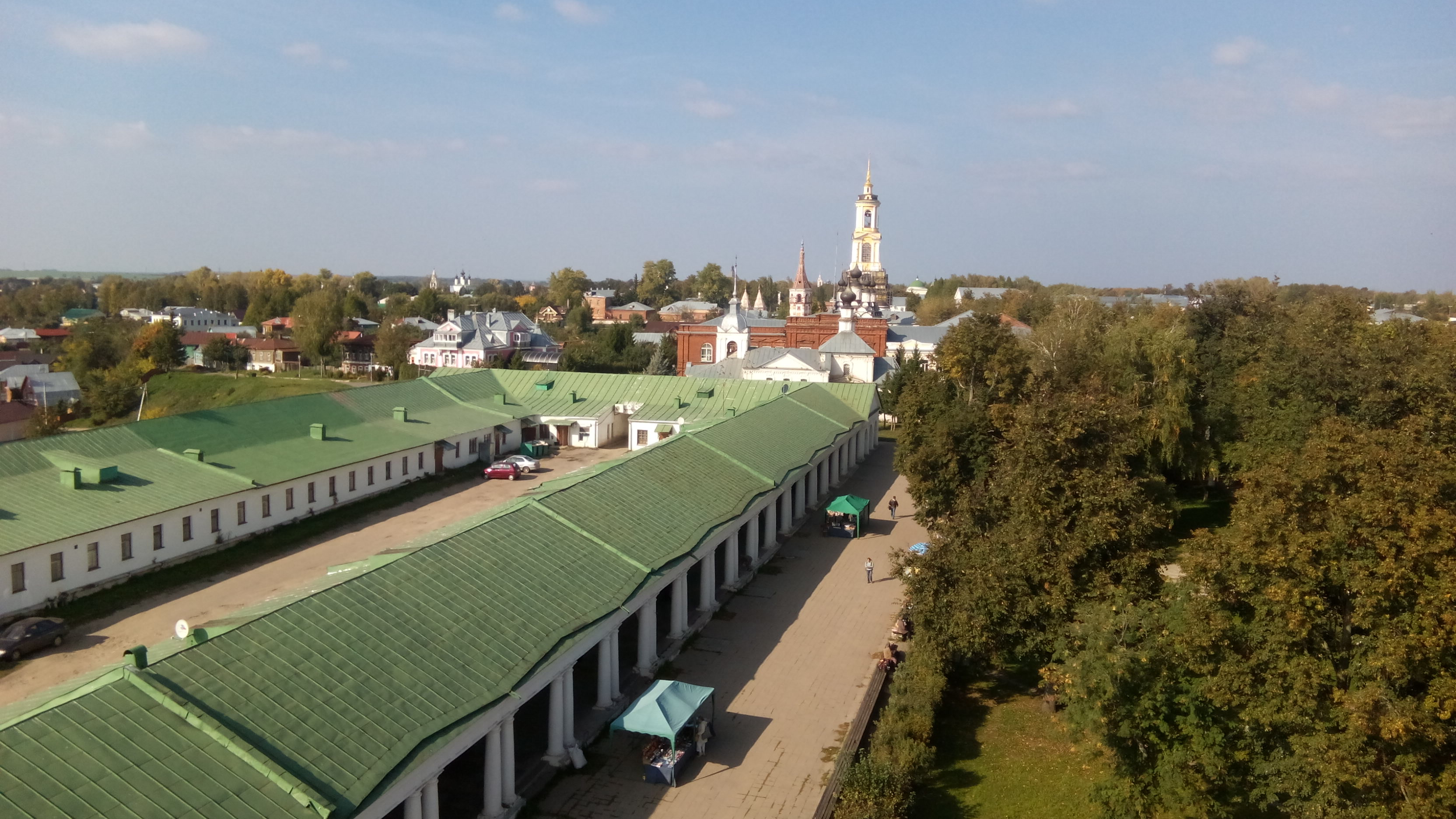
Vue depuis l'église de la Résurrection.
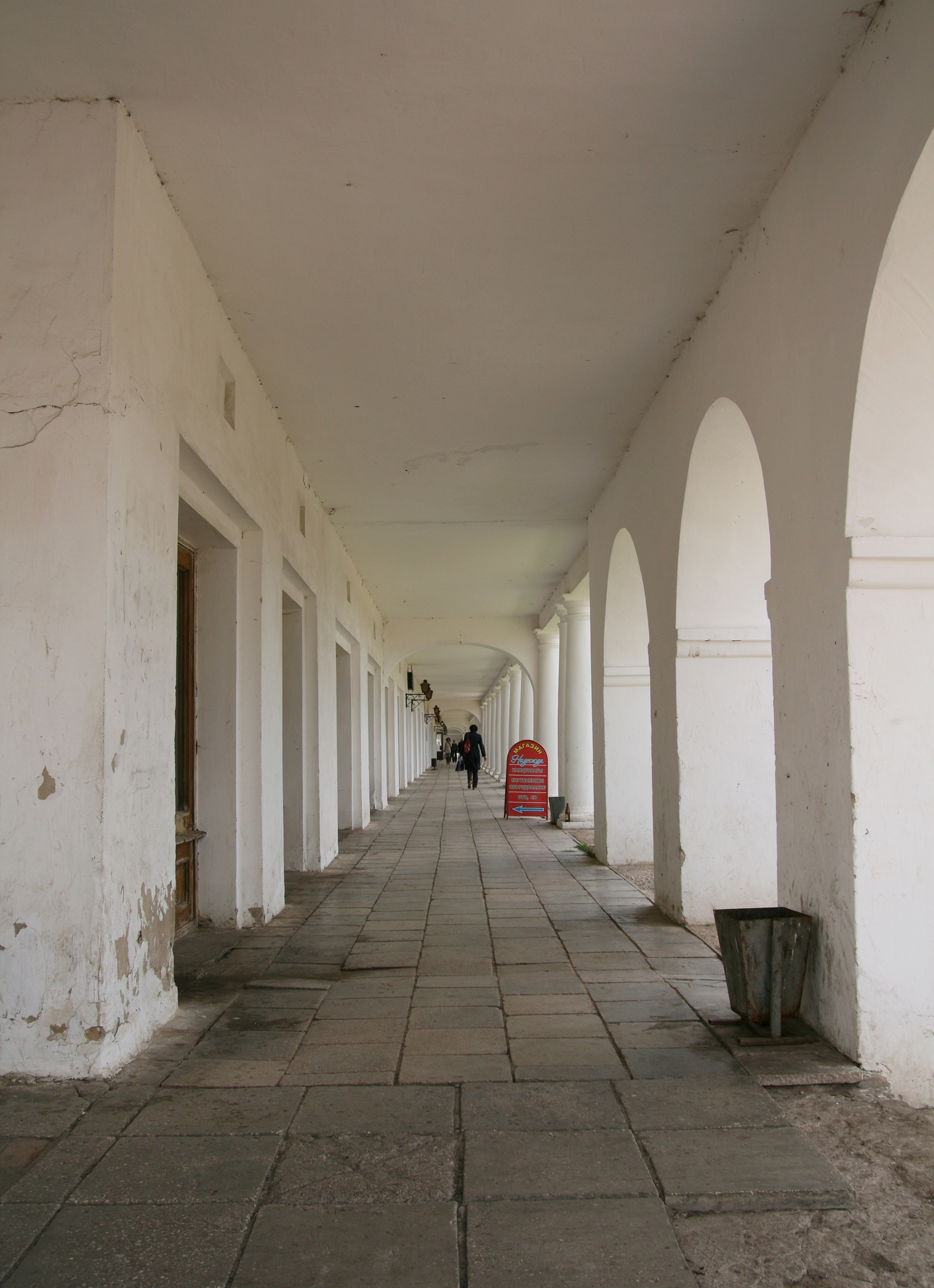
Vue intérieure des galeries.
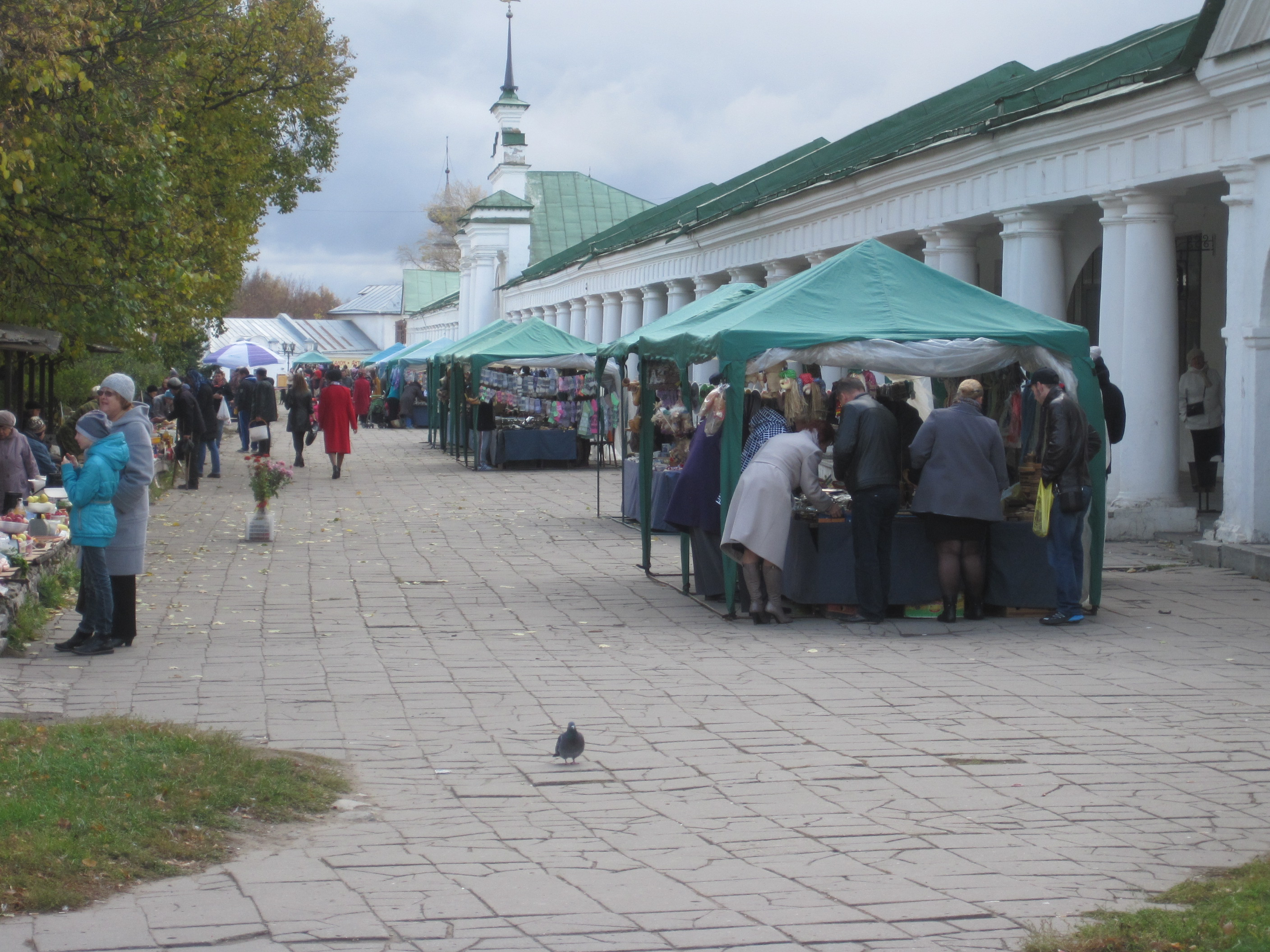
Jour de marché
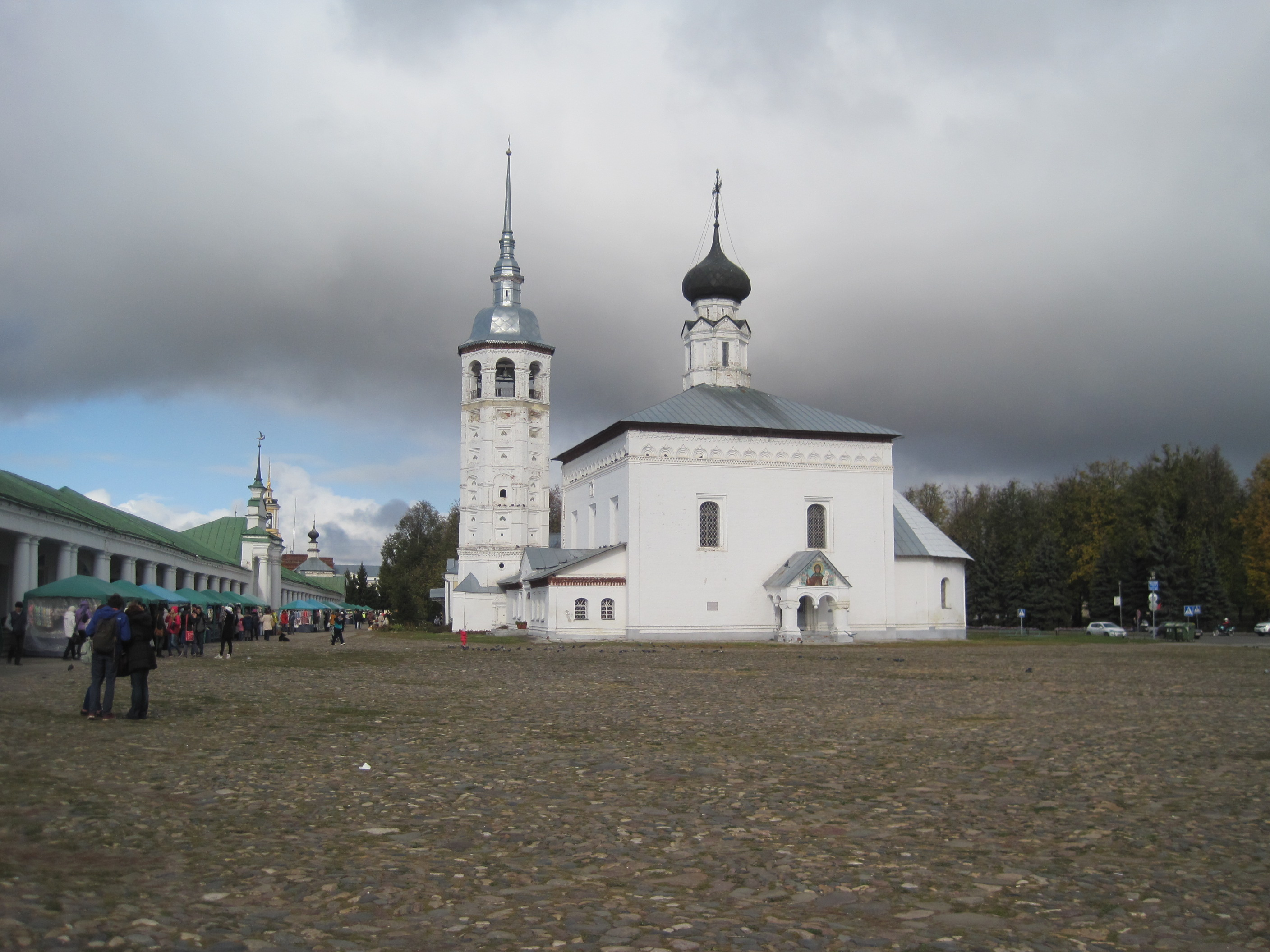
Place du marché

## Liens
- (ru)http://www.ruschudo.ru/miracles/946/
- (ru)http://prorossiu.ru/?page_id=905
- (ru)http://www.suzdaldom.ru/torgovye-ryady.html